# Gia Hưng, Chiết Giang
Gia Hưng (tiếng Trung: 嘉兴市; bính âm: Jiāxīng Shì, Hán-Việt: Gia Hưng thị, Wade-Giles: Chia-hsing, bính âm bưu chính: Kashing) là một địa cấp thị của tỉnh Chiết Giang, Trung Quốc. Nằm bên bờ Đại Vận Hà, Gia Hưng giáp Hàng Châu về phía Tây Nam, Hồ Châu về phía Tây, Thượng Hải về phía Đông Bắc và tỉnh Giang Tô về phía Bắc. Nằm ở phía đông trung tâm của đồng bằng hồ Hàng Gia, địa thế toàn bộ khu vực bằng phẳng. Kênh đào Kinh Hàng xuyên qua, trong lãnh thổ cảng sông hồ dày đặc. Thành phố có tổng diện tích 4.008,76 km² và dân số năm 2020 là 5.400.868 người, trong đó 1.518.654 người sống trong vùng nội thành. Chính quyền nhân dân thành phố đóng quân tại quận Nam Hồ.
Gia Hưng là một thành phố lịch sử và văn hóa quốc gia, điển hình là vùng sông nước Giang Nam, từ thời cổ đại thịnh vượng và giàu có, được gọi là "quê hương của cá và gạo, phủ lụa", bây giờ là một thành phố quan trọng trong cụm thành phố đồng bằng sông Dương Tử, nằm giữa Thượng Hải, Hàng Châu, Tô Châu, Ninh Ba và các thành phố khác, vị trí địa lý thuận lợi.

## Lịch sử
Gia Hưng có lịch sử hơn 7.000 năm, và đây là một trong những nơi sản sinh của nền văn minh miền nam Trung Quốc. Đây cũng là nơi sản sinh của khu văn hóa Hồ Hoàn Thái, có niên đại từ thời kỳ đồ đá mới, nơi khai sinh của văn hóa Mã Gia Đường, cung cấp thực phẩm cho các triều đại trung quốc qua các thời đại, được gọi là "kho thóc của thiên hạ".
Vào Thời Xuân Thu, nơi này có tên Trường Thủy (长水), còn được gọi là Bến Lý (槜李), Ngô Việt hai nước cạnh tranh ở đây. Thời chiến quốc thuộc nước Tần do huyện quyền, hải diêm huyện, thuộc quận hội kiểm.
Thời Tam Quốc, nơi đây thuộc đất Đông Ngô do Nam Cảnh huyện quyền, Hải Diêm huyện tây cảnh đặt quan muối. Năm Hoàng Long thứ 3 (231), "tự sinh từ quyền dã lúa", Ngô đại đế Tôn Quyền cho rằng điềm lành, đổi từ quyền thành Hòa Hưng, Xích Ô. Năm 242 đổi tên thành Gia Hưng.
Nhà Tùy cho đào kênh lớn từ Hàng Châu qua Gia Hưng đến Trấn Giang, mang lại lợi ích không nhỏ cho Gia Hưng, biến nơi đây thành vùng sản xuất lương thực quan trọng ở đông nam Trung Quốc.
Thời Bắc Tống cải Tú Châu thành quận Gia Hòa. Thời Nam Tống vua Ninh Tông thăng quận thành phủ, sau đổi thành quận Gia Hưng vào năm 1195.
Năm Tuyên Đức thứ 4 Nhà Minh (1429) biên giới tây bắc của Gia Hưng là huyện Tú Thủy, phía đông bắc là huyện Gia Thiện; huyện tích hải muối đặt bình hồ huyện; huyện tích sùng đức huyện đặt đồng hương, phủ gia hưng trực thuộc 7 huyện, gọi là nhất phủ bảy huyện. Sau đó 400 năm hệ thống huyện Gia Hưng cơ bản không thay đổi. Phủ Gia Hưng do tầm quan trọng của nó đã được tỉnh Trung Thư trực tiếp quản lý trong triều đại nhà Minh.
Vào ngày 26 tháng 6 âm lịch (6/8/1645), quân Thanh công phá nơi này, bởi vì người dân Gia Hưng từ chối nhận lệnh cạo đầu của triều đình nhà Thanh, sau đó triều đình tiến hành đồ sát thành Gia Hưng gây ra 1 cuộc thảm sát kinh hoàng trong lịch sử, khiến Gia Hưng trở nên không còn phồn hoa như trước, thông qua điều tra, năm đó Gia Hưng bị tàn sát hoảng 500.000 người, sự phát triển xã hội, kinh tế, truyền bá văn hóa của Gia Hưng xuống dốc không phanh. Tuy nhiên vào giữa triều đại nhà Thanh, triều đình nhiều lần xây dựng các ao biển dọc theo vịnh Hàng Châu, kinh tế xã hội dần dần được cải thiện và trở lại thịnh vượng.
Ngày 2 tháng 8 năm 1921, Đại hội đại biểu toàn quốc lần thứ nhất của Đảng Cộng sản Trung Quốc đã hoàn thành chương trình nghị sự của đại hội trên một tàu du lịch ở hồ nam Gia Hưng. Tháng 11 năm 1993, khu đô thị Gia Hưng đổi tên thành quận Tú Thành. Tháng 6 năm 1999, vùng ngoại ô đổi tên thành quận Tú Châu, năm 2005 thành lập quận Nam Hồ.

## Địa lý

#### Vị trí địa lý
Thành phố Gia Hưng nằm ở phía đông bắc tỉnh Chiết Giang, thuộc đồng bằng sông Dương Tử, là một trong những thành phố quan trọng dọc theo đồng bằng sông dương tử và kênh đào lớn Bắc Kinh-Hàng Châu. Vị trí thành phố nằm giữa kinh độ 120°18' đến 121°16' và vĩ độ 30°21' đến 3l°2' ở vĩ độ bắc; phía đông giáp biển Hoa Đông, phía tây giáp suối Thiên Mục, kênh đào lớn chạy qua lãnh thổ. Thành phố có diện tích đất liền dài 92 km về phía đông và phía tây, rộng 76 km về phía bắc và phía nam, diện tích đất 3.915 km2, trong đó diện tích đồng bằng là 3.477 km2, diện tích mặt nước là 328 km2, đồi núi 40 km2, vùng biển cảnh quan thành phố 4650 km2. 

#### Địa hình
Địa hình Gia Hưng thấp, độ cao trung bình 3,7 mét (chiều cao wu qing). Thành phố có hơn 200 ngọn đồi, phân bố lẻ tẻ dọc theo bờ bắc của vịnh Hàng Châu trên sông Tiền Đường, độ cao hơn 200 mét so với mực nước biển, điểm cao nhất trong thành phố là núi Cao Dương nằm ở biên giới giữa huyện Hải Diêm và thành phố Hải Ninh, độ cao 251,6 mét. địa thế gia hưng nghiêng về phía đông nam tây bắc, đường thủy nội thành tung hoành, nhiều hồ nước, tổng chiều dài sông hơn 13.800 km, 57 con sông xương sống, vận tải biển nội địa phát triển.

#### Khí hậu
Thành phố nằm trong vùng khí hậu gió mùa cận nhiệt đới.

## Hành chính
Địa cấp thị Gia Hưng quản lý 7 đơn vị cấp huyện, bao gồm 2 quận, 3 thành phố cấp huyện và 2 huyện.
- Khu Nam Hồ (南湖区)
- Khu Tú Châu (秀洲区)
- Thành phố cấp huyện Hải Ninh (海宁市)
- Thành phố cấp huyện Bình Hồ (平湖市)
- Thành phố cấp huyện Đồng Hương (桐乡市)
- Huyện Gia Thiện (嘉善县)
- Huyện Hải Diêm (海盐县)

Các đơn vị này lại được chia ra thành 75 đơn vị cấp hương, bao gồm 60 trấn, 2 hương và 13 phó khu.

## Dân số
Tính đến tháng 12 năm 2010, dân số thường trú của thành phố Gia Hưng là 4.501.700 người, dân số hộ gia đình là 3.430.500 người, dân số ngoài thành phố là 1.224.100 người, tỷ lệ sinh là 7,20%. Tốc độ tăng dân số tự nhiên là 0,27/1.000, là "tích cực" kể từ năm 1995, 0,22/1.000 vào năm 2010 và 0,27/1.000 vào năm 2011.
Theo cục công an thành phố này, tính đến cuối năm 2008 có 2,21 triệu người tạm trú, trong đó nguồn gốc lớn nhất là tỉnh Hồ Nam (460.000), thành phố Trùng Khánh (440.000), tỉnh Giang Tây (290.000), tỉnh An Huy (220.000), tỉnh Tứ Xuyên (185.000).

## Giao thông
Giao thông trong thành phố Gia Hưng cực kỳ thuận tiện, có thể sử dụng nhiều loại phương tiện giao thông, và cấp độ đường cao tốc cao hơn, điều kiện đường xá tốt hơn, cũng rất thuận tiện khi giao nhau với đường sắt. Trong vòng 1 giờ, bạn có thể đi đến sân bay quốc tế Hồng Kiều Thượng Hải, sân bay quốc tế Phố Đông Thượng Hải, sân bay quốc tế Hàng Châu Tiêu Sơn và các cảng hàng không khác, và có thể đến cảng Gia Hưng, cảng Hàng Châu, cảng Thượng Hải, cảng Lô Triều Thượng Hải, cảng Chu Sơn, cảng Ninh Ba và các cảng biển lớn khác. Ngoài ra, huyện Gia Thiện đưa ra hy vọng tuyến giao thông đường sắt Tô Châu số 10, tuyến giao thông đường sắt Thượng Hải 17 kéo dài đến Gia Thiện, tỉnh Chiết Giang đề xuất tuyến số 9 kéo dài đến Gia Hưng, Nam Hồ và Gia Thiện cùng nhau phấn đấu kết nối với tuyến thượng hải 17.
Thời kỳ khi đường cao tốc chưa phát triển, Gia Hưng chủ yếu là vận tải đường thủy với 200 triệu hành khách mỗi năm. Đường sắt vận chuyển từ 7,5 đến 8 triệu hành khách mỗi năm. Vận tải hành khách đường bộ từ 39 đến 42 triệu hành khách mỗi năm. Xe buýt đô thị vận chuyển từ 59 đến 64,5 triệu hành khách mỗi năm. Hiện nay, số lượng xe hơi thành phố Gia Hưng sở hữu là 1,7 triệu xe (sử dụng tư nhân 1,1 triệu), mật độ 1 xe/2,8 người.

#### Các đường cao tốc
- Quốc lộ 320
- Tỉnh lộ 101
- Tỉnh lộ 202
- Cao tốc Thượng Ức Côn
- Cao tốc Thiểm Gia Tô (ranh giới tỉnh Giang Tô đến trung tâm Nam Hồ là phần cao tốc thường đài, Tô Châu gọi là đường cao tốc Tô Gia Hàng)
- Đường vành đai vịnh Hàng Châu có tốc độ cao
- Cao tốc Thường Đài
- Cao tốc Thẩm Hải
- Cao tốc Tô Đài
- Cao tốc Luyện Hàng

#### Vận tải đường thủy
- Kênh đào lớn Bắc Kinh–Hàng Châu
- Hàng Thân tuyến
- Lục Bình Thân tuyến
- Thoạt Gia Tô tuyến
- Hồ Gia Thân tuyến

## Văn hóa đại chúng
Gia Hưng là địa danh được xuất hiện nhiều lần trong tiểu thuyết kiếm hiệp Anh hùng xạ điêu và Thần điêu hiệp lữ của nhà văn Kim Dung. Theo đó, Gia Hưng là nơi sinh trưởng của Giang Nam thất quái, nhóm 7 vị sư phụ của Quách Tĩnh (Quách đại hiệp). Trong Thần điêu hiệp lữ , nơi đây là quê nhà của Lục Vô Song và Trình Anh; Dương Quá cũng từng đến nơi này và biết được sự thật về con người của cha mình (Dương Khang) thông qua Kha Trấn Ác, sau đó rời đi khi biết tin con gái của Quách đại hiệp là Quách Tương mất tích.

## Hình ảnh

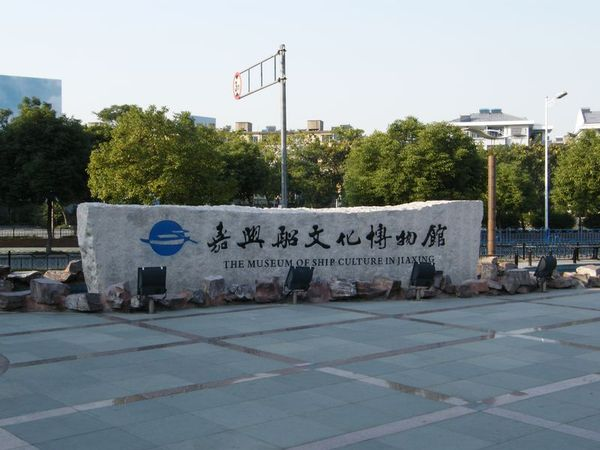
Bảo tàng tàu thủy
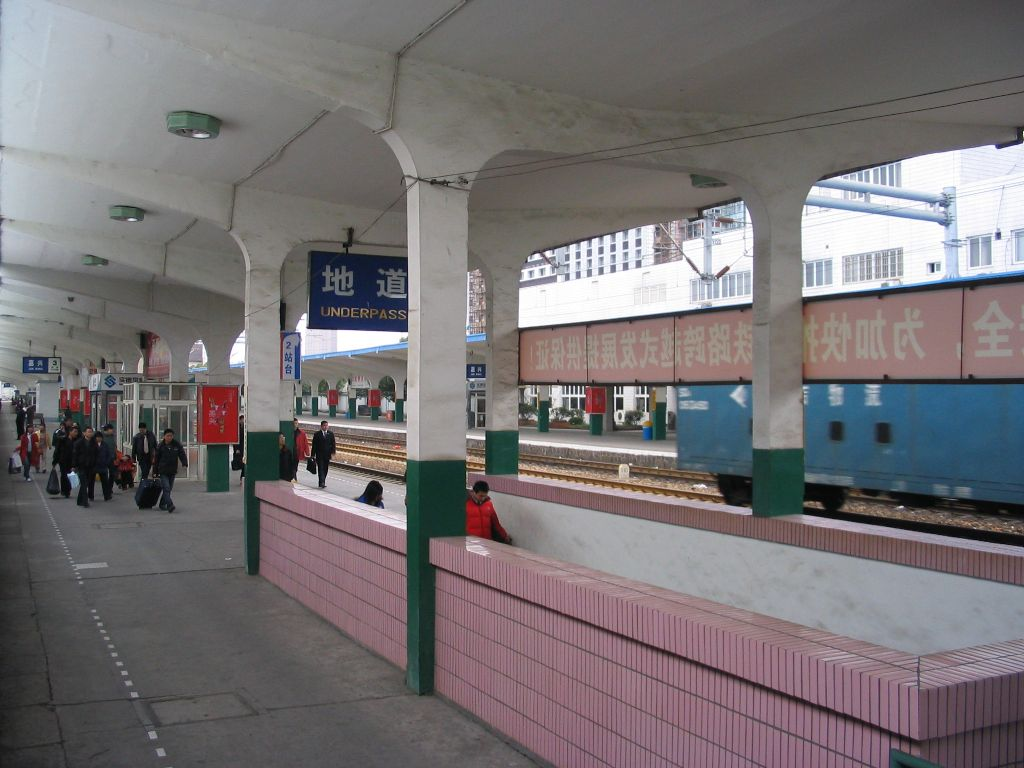
Nhà ga Gia Hưng
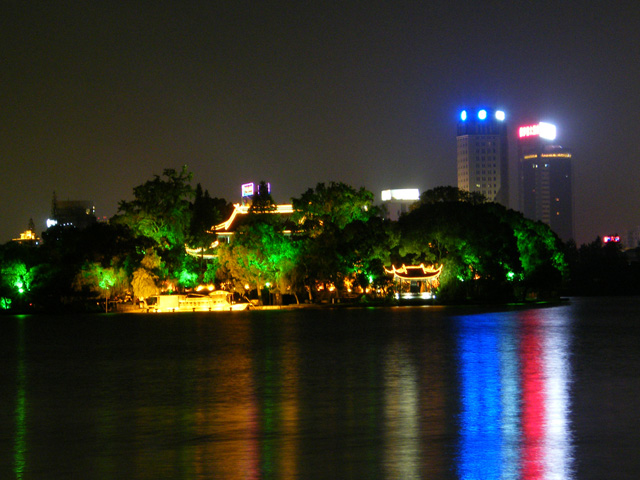
Nam Hồ, nơi diễn ra đại hội đầu tiên của Đảng Cộng sản Trung Quốc